# Jeffrey Sinclair
Jeffrey Sinclair – fikcyjna postać, bohater telewizyjnego serialu Science fiction Babilon 5. W jego rolę wcielił się Michael O’Hare.

## Życiorys
Urodził się 3 maja 2215 roku w jednej z kolonii na Marsie. Jego ojciec był pilotem Sił Ziemskich i brał udział w wojnie z Dilgarami. W roku 2237 wstąpił do Sił Ziemskich i został pilotem. Wkrótce został awansowany na dowódcę szwadronu i walczył podczas wojny z Minbari w ostatniej bitwie obronnej Ziemian - Bitwie na Linii. Pojmany przez wroga nieświadomie ocalił Ziemię, gdy Minbari odkryli w nim duszę swego wielkiego przywódcy i mentora Valena. Po wojnie Sinclair został komendantem stacji kosmicznej Babilon 5, którą dowodził w latach 2257 - 2259. Odwołany z funkcji dowódcy stacji został mianowany ambasadorem Sojuszu Ziemskiego w Minbari. W roku 2260 wraz ze stacją Babilon 4 został przeniesiony 1000 lat wstecz by stać się Valenem i prowadzić wojnę ze starożytną rasą zwaną Cieniami.